# Hydrovatus mucronatus
Hydrovatus mucronatus är en skalbaggsart som beskrevs av Régimbart 1908. Hydrovatus mucronatus ingår i släktet Hydrovatus och familjen dykare. Inga underarter finns listade i Catalogue of Life.